# 乌程县
烏程縣是中國歷史上湖州地區的一個舊縣名，縣域大致包含今吳興區大部以及南潯區東部地區。

## 名稱由來
「烏程」之名，據湖州歷代誌書載皆言因當地居住有善釀美酒的烏巾、程林兩家而得名。但從語言學角度來說，「烏」極有可能是古越語遺存，係古越語的發語詞。

## 歷史沿革
- 楚考烈王十五年（前248年），春申君黃歇徙封於此，在此築下菰城，始置「菰城縣」，以澤多菰草故名，遺址在今湖州城南二十五里的吳興區道場鄉菰城村窯頭自然村。前223年，秦改「菰城」為「烏程」，以世居東鄉且善釀的越人土著烏巾、程林兩氏得名，屬會稽郡。漢因之。
- 東漢永建四年（129年），分原會稽郡的浙江（錢塘江）以西部分設吳郡，烏程屬吳郡。
- 東吳孙皓寶鼎元年（266年），分吳郡之烏程、陽羨、永安、餘杭、臨水，丹楊郡之故鄣、安吉、原鄉、於潛九縣置吳興郡，治烏程。
- 西晉太康三年（282年），分烏程縣東鄉置東遷縣，縣治在今南潯區舊館鎮。
- 隋朝開皇九年（589年）東遷縣並入烏程縣。
- 唐朝調露二年（680年），分烏程置吳興縣。
- 開元二十八年（740年）蘇州割太湖洞庭三鄉[註 1]易烏程之平望，平望驛南仍屬烏程縣[註 2]。後梁開平三年（909年），平望驛南始屬蘇州吳江縣[註 3]。
- 北宋太平興國7年（982年），分烏程縣東南十五鄉置歸安縣。
- 明、清時期與歸安縣同為湖州府首縣，二縣同城而治。
- 1912年（民國元年）撤廢，與歸安縣合並為吳興縣。

## 行政區劃

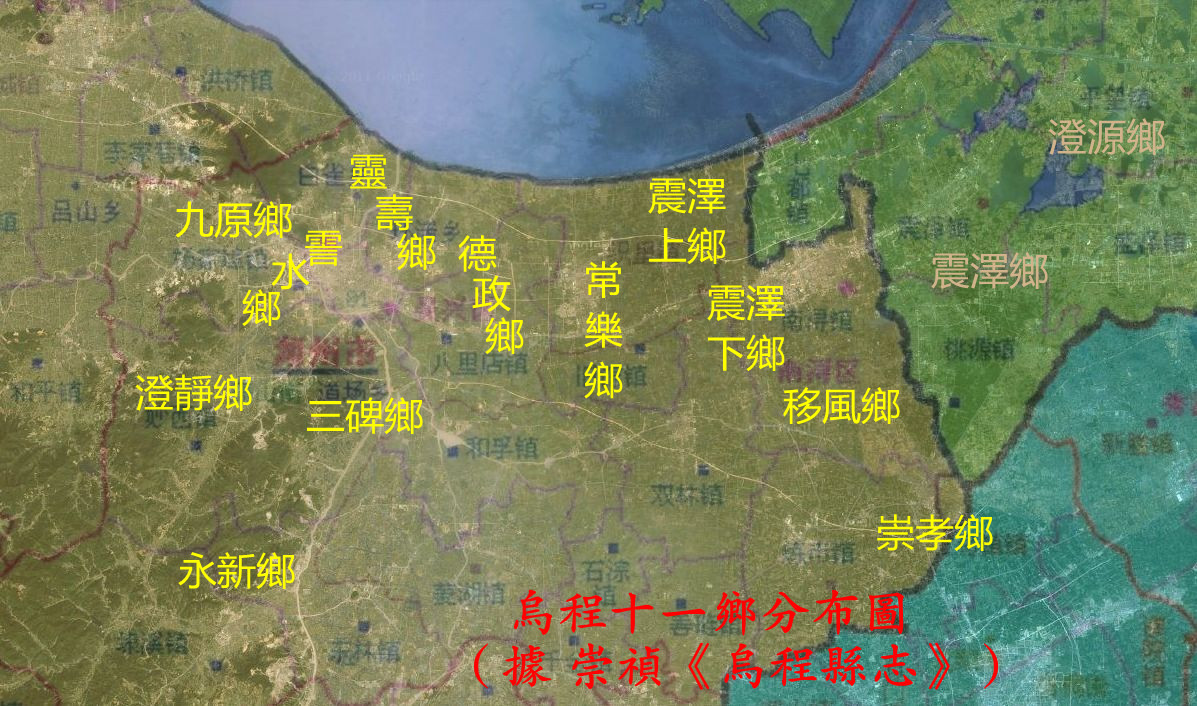
明烏程十一鄉大致方位圖
（据崇禎《烏程縣誌》）

### 秦漢時期
無從考。歷史典籍存：
- 烏禾鄉
- 餘不鄉
- 平望鄉[註 4]

### 魏晉南朝
- 博陸里餘烏村
- 計村
- 錦墟村
- 純孝鄉
- 孝仁鄉侯村

### 唐宋時期
唐管四十個鄉、二百個里。古籍存「茂德鄉」之名。
北宋初年轄三十個鄉：
- 行山、豐樂、仁風、白鶴、霅水；
- 臨苕、崇禮、孝行、至孝、廣德；
- 永新、德政、龍亭、澄靜、靈壽；
- 震澤、太元、福增、萬歲、保安；
- 崇孝、常樂、瑯琊、歐亭、九原；
- 三碑、順德、移風、稔澤、樂俗。

太平興國7年，分烏程縣東南15鄉置歸安縣，烏程縣為鄉16；景德年間併歸安縣三景、德中兩鄉，管13鄉。
熙寧年間為11鄉，嘉泰年間因震澤鄉分為二扇而增至12鄉。下表為13鄉時期的區劃情況：
| 鄉名   | 下辖里数 | 里名 |
| ------ | -------- | --- |
| 永新鄉 | 14       | 義安里、至建里、城山里、永定里、石頭里 午山里、游仙里、永新里、上榮里、吉昌里 建安里、金山里、上千里、溫泉里 |
| 三碑鄉 | 7        | 太原里、車蓋里、城山里、飲德里、富洋里 梅城里、崇仁里                                                        |
| 澄靜鄉 | 6        | 光化里、傜林里、襲仁里、孝傜里、敏德里 元石里                                                                |
| 九原鄉 | 7        | 金斗里、長源里、太極里、石渚里、望谿里 官塘里、白鶴里                                                        |
| 霅水鄉 | 3        | 敦筤里、楚亭里、招寶里                                                                                       |
| 靈壽鄉 | 3        | 開化里、元澤里、洞庭里                                                                                       |
| 德政鄉 | 3        | 新興里、仁義里、烏山里                                                                                       |
| 常樂鄉 | 3        | 孺山里、後林里、至德里                                                                                       |
| 震澤鄉 | 4        | 新城里、西余里、吳南里、孺山里                                                                               |
| 移風鄉 | 6        | 崇化里、旗亭里、崇仁里、北場里、新仁里 北仁里                                                                |
| 崇孝鄉 | 4        | 新興里、南旗亭里、南仁里、崇仁里                                                                             |
| 白鶴鄉 | 1        | 昇山里 |
| 樂俗鄉 | 6        | 醴泉里、山陽里、紫澗里、宣化里、黃興里 黃城里                                                                |

分析上圖就會發現，有存在同一里被分解到2鄉甚至3鄉的現象。如崇仁里就同時出現在三碑鄉、移風鄉、崇教鄉，而城山里、孺山里則同時出現在2鄉。開化里、新興里甚至同時出現在烏程和歸安（太平興國年間由烏程縣析出）的2個或3個鄉。據此基本可以肯定烏程縣的里制早在北宋時就已崩潰。而至嘉泰年間，該縣已經改行鄉都制了。

### 明清時期
明成化八年（1472年）行區都里制，烏程縣劃為23區8界53都283里。明萬曆年間烏程縣有鄉12個，市鎮4個，村104個。清同治年間按自然地名的區、莊、 村加以分層，則共分區23個，分莊199個，莊下分村636個。除4個市鎮之莊的10個地名，計有鄉村之莊626個地名。村莊比萬曆時期增加了601.92％，亦即增長6倍多，可見村莊裂變之巨。